# Acrodictyella
Acrodictyella — рід грибів. Назва вперше опублікована 2001 року.

## Класифікація
До роду Acrodictyella відносять 1 вид:
- Acrodictyella obovata